# Villa Il Martello
 Villa Il Martello è un edificio civile di Fiesole, situato in via Benedetto da Maiano 22, alle pendici della frazione di Maiano. 

## Storia
La villa, pur nella sua semplicità architettonica, è poco più di una casa colonica (per quanto tipica e felicemente inserita nel paesaggio), appartenuta in origine alla famiglia Martelli. L’edificio, quando faceva parte del patrimonio di una famiglia di antiquari (i cui discendenti lo abitano tuttora), fu restaurato negli interni e negli esterni dall’architetto Michele Busiri Vici tra la fine degli anni 1960 e l’inizio degli anni 1970. Successivamente, la sistemazione dell’ampio terreno circostante fu affidata a Pietro Porcinai, con l’incarico di realizzare un intervento paesaggistico articolato, capace di integrare armoniosamente elementi di servizio (come la piscina e il garage) con un giardino dai caratteri formali e con il contesto del podere agricolo.
Porcinai, che lavorò al progetto tra il 1972 e il 1974, realizzò in questa occasione una delle sue opere più rappresentative, riconosciuta a livello internazionale come uno degli esempi più riusciti di giardino mediterraneo di gusto contemporaneo. Tornò a operare sul sito nel biennio 1982-1983, quando adattò a piccola dépendance, in un’area periferica del podere, l’edificio della cisterna per la raccolta delle acque, destinandolo alla figlia sedicenne dei proprietari al termine dei lavori.

## Descrizione
Presso il portone d'ingresso, in corrispondenza della loggia aperta della villa sul lato sinistro, si trova un giardino informale composto da cipressi, lecci e piante fiorite (rose, glicini, gelsomini e altro). Questo spazio guida lo sguardo verso l'ingresso principale della residenza, invitando a percorrere il cammino grazie anche alle bordure che emergono direttamente dagli spazi irregolari, volutamente lasciati nel lastricato — pur mantenendo un'apparenza perfettamente spontanea. Al tempo stesso, il giardino rivela solo parzialmente il proprio aspetto e la sua estensione, teatralmente celati da quinte verdi.
Sulla destra, tra alte bordure che si diradano, si trovano il parterre formale di piante aromatiche e fioriture stagionali (con al centro un melograno), il pergolato di gelsomino, e un passaggio di servizio nascosto tra siepi di osmanto, che conduce a uno stenditoio lungo il muro di cinta, anch'esso schermato da siepi. Questo è un esempio significativo di come l'architetto abbia saputo coniugare esigenze pratiche della committenza con soluzioni progettuali brillanti e coerenti con l'impianto complessivo. Scendendo su questo lato si giunge alla prima terrazza, dove un prato è punteggiato da olivi secolari (ripiantati dopo la gelata del 1985), alberi da frutto e giochi per bambini (aggiunti negli anni successivi). Porcinai suggerì di radere l’erba solo nelle zone prossime alla villa, così da creare l’impressione di un graduale passaggio verso la campagna più aperta, man mano che ci si allontana. Questo oliveto è delimitato a est da bordure con fioriture stagionali e a sud-ovest da un’alta siepe che cela la zona della piscina. Quest’ultima, separata idealmente dal resto del giardino, è situata su un’altra terrazza, affacciata scenograficamente sul panorama di Firenze, oltre una bordura di hemerocallis che incornicia e nasconde alla vista le strutture di servizio. Tutti gli impianti tecnici sono infatti occultati mediante scarpate ricoperte di Teucrium fructans, lavanda e santoline dai toni argentei, in armonia con il colore degli olivi.
Tornando nei pressi della villa, verso ovest si dispongono alcune terrazze digradanti destinate a usi diversi: una pergola con quattro lecci disposti come colonne angolari, potati a formare un tetto squadrato; un prato con fontana; la terrazza dei limoni, tipica del giardino toscano, con pavimento in cotto (in origine presente anche nella zona piscina); e infine la piattaforma del garage, nascosta nel verde e raggiungibile tramite un viottolo carrabile che costeggia la villa, adattato al transito nel progetto di Porcinai. Più a valle si trovano i recinti per gli animali da cortile, la casa del casiere, gli orti, il vigneto e, proseguendo, un ampio uliveto terrazzato con muretti a secco, canali di irrigazione e viottoli poderali.
Per le siepi, è stata privilegiata la scelta di specie autoctone: corbezzolo, alloro, viburno, alaterno. Per le alberature, si è optato per querce, olivi, cipressi e alberi da frutto della tradizione contadina, come giuggioli e nespoli.
Nell’angolo più a valle, a circa cento metri dalla villa, l’edificio del pozzo-cisterna, destinato alla raccolta delle acque, fu adattato da Porcinai entro il 1983 ad abitazione indipendente per la figlia adolescente dei proprietari. Il piccolo edificio, che richiama l’aspetto di una cappella gentilizia, fu trasformato per accogliere un soggiorno, una cucina e una camera da letto soppalcata, cui si aggiunse un bagno realizzato in un avancorpo posteriore. La particolarità dell’edificio consiste nel fatto che è dotato di un proprio giardino, con un’apertura lastricata di forma circolare che, all’occorrenza, poteva fare da pista da ballo.